# Octane
Octane es el octavo disco y el segundo desde la salida de Neal Morse de Spock's Beard.
El disco contiene la canción más larga hecha por la banda (A Flash Before My Eyes con 31:13). Es una suite compuesta por 7 partes, de las cuales 2 de ellas están divididas por 2 partes y una parte en dos. La canción habla sobre un hombre que ve su vida pasar antes de morir (de ahí el nombre A Flash Before My Eyes, que en español sería "Un Flash Ante Mis Ojos") por un accidente automovilístico (Tal vez sea ahí la inspiración de la portada del disco, que muestra un surtidor de combustible), recordando su niñez (I Wouldn't Let It Go), su adolescencia y estancia en el colegio (Surfing Down the Avalanche), su primer amor (She is Everything), su adultez (Climbing Up That Hill), hasta lleguar donde esta ahora (Letting Go, Of The Beauty of It All).

## Lista de canciones
1. A Flash Before My Eyes (31:09)
  - The Ballet of the Impact (5:34)
    - (I) Prelude to the Past
    - (II) The Ultimate Quiet
    - (III) A Blizzard of My Memories

  - I Wouldn't Let It Go (4:53)
  - Surfing Down the Avalanche (3:43)
  - She is Everething (6:46)
    - (I) Strange Wath You Remember
    - (II) Words of Forever

  - Climbing Up That Hill (3:32)
  - Letting Go - (1:52)
  - Of The Beauty Of It All (4:49)
    - (I)If I Could Paint a Picture
    - (II)Into The Great Unknowable
2. NWC - (4:20)
3. There Was a Time (4:58)
4. The Planet's Hum (4:39)
5. Watching The Tide (5:09)
6. As Long As We Ride (5:35)

### Lista de canciones del CD bonus de la edición especial
1. When She's Gone (5:41)
2. Follow Me To Sleep (5:39)
3. Game Face (4:10)
4. Broken Promise Land (4:45)
5. Listening to The Sky (3:08)
6. Someday I'll Be Found* (1:04)
7. I Was Never Lost* (1:09)
8. Paint Me A Picture* (1:30)

- *Extras tomadas de la canción A Flash Before My Eyes

1. - Video: The Formulation of Octane

## Personal
- Nivk D'Virgilio - Batería, voz, percusión
- Alan Morse - Guitarra, voz
- Dave Meros - Bajo
- Ryo Okumoto - Piano, órgano